# پاین هیل، نیوجرسی
پاین هیل (به انگلیسی: Pine Hill) شهری در ایالت نیوجرسی کشور ایالات متحده آمریکا است که جمعیت آن در سرشماری سال ۲۰۱۰ میلادی، ۱۰٬۲۳۳ نفر بوده‌است.